# Kim Jun-ho
Kim Jun-ho (Hwaseong, 26 de maio de 1994) é um esgrimista sul-coreano, campeão olímpico.

## Carreira
Jun-ho conquistou a medalha de ouro nos Jogos Olímpicos de Verão de 2020 em Tóquio ao lado de Oh Sang-uk, Kim Jung-hwan e Gu Bon-gil, após derrotar os italianos Luca Curatoli, Luigi Samele, Enrico Berrè e Aldo Montano na disputa de sabre por equipes.